# Americardia media
Americardia media är en musselart som först beskrevs av Carl von Linné 1758.  Americardia media ingår i släktet Americardia och familjen hjärtmusslor. Inga underarter finns listade i Catalogue of Life.